# SMS Oldenburg (1910)
«Ольденбург» (нім. SMS Oldenburg) — німецький військовий корабель, дредноут типу «Гельголанд» Імператорських військово-морських сил Німеччини. Другий корабель, названий на честь Великого герцогства Ольденбурзького. Брав активну участь у Першій світовій війні.
«Ольденбург» був закладений 1 березня 1909 року на верфі компанії Schichau-Werke у Данцигу. 30 червня 1910 року він був спущений на воду, а 1 травня 1912 року увійшов до складу ВМС Німецької імперії. Корабель був озброєний артилерією головного калібру з дванадцяти 305-мм гармат у шести здвоєних баштах і мав максимальну швидкість 21,2 вузла (39,3 км/год; 24,4 миль/год).

## Історія служби
Більшу частину своєї кар'єри, включно з Першою світовою війною, «Ольденбург» діяв у лавах І бойової ескадри Флоту відкритого моря. Разом з трьома однотипними дредноутами, «Гельголанд», «Остфрізланд» і «Тюрінген», «Ольденбург» брав участь у всіх основних операціях флоту в Північному морі проти британського Великого флоту.

### Ютландська битва
Ольденбург був присутній під час операції флоту, результатом якої стала битва при Ютландії, яка відбулася 31 травня та 1 червня 1916 року. Німецький флот знову намагався відтягнути та блокувати частину Великого флоту та знищити його до того, як головний британський флот зможе дати відсіч. Під час операції «Ольденбург» був четвертим кораблем у I дивізії I ескадри та дванадцятим кораблем в ордері, прямо за кормою свого сестринського корабля «Гельголанд» і попереду «Позена». У центрі німецької лінії перебувала I ескадра, позаду восьми лінійних кораблів класу «Кеніг» і «Кайзер» III ескадри. Шість літніх додредноутів III і IV дивізії II бойової ескадри утворили ар'єргард бойового порядку.
Незадовго до 16:00 лінійні крейсери I розвідувальної групи зіткнулися з британською 1-ю ескадрою лінійних крейсерів під командуванням Девіда Бітті. Протиборчі кораблі почали артилерійську дуель, у результаті якої незабаром після 17:00 було знищено «Індефатігебл» і менше ніж через півгодини Queen Mary. До цього часу німецькі лінійні крейсери прямували на південь, щоб витягнути британські кораблі до основної частини свого Флоту відкритого моря. О 17:30 екіпаж провідного німецького лінкора «Кьоніг» помітив, як наближалася І розвідувальна група та 1-ша ескадра лінійних крейсерів. Німецькі лінійні крейсери рухалися по правому борту, а британські кораблі — по лівому. О 17:45 Шеєр наказав повернути на два румби ліворуч, щоб наблизити свої кораблі до британських лінійних крейсерів, а через хвилину було віддано наказ відкрити вогонь.
Спочатку «Ольденбург» був надто далеко, щоб ефективно вступити в бой з будь-якими британськими кораблями. Незадовго до 18:30 німецькі кораблі натрапили на британські есмінці «Нестор» і «Номад», які були виведені з ладу раніше в бою. Військово-морський історик Джон Кемпбелл стверджує, що «„Тюрінген“ і „Гельголанд“, і, можливо, „Ольденбург“ і „Позен“, стріляли з баштових гармат», а також із допоміжних артилерійських систем по «Нестору». Корабель був зруйнований кількома сильними вибухами і затонув о 18:35; більшу частину його екіпажу врятували німецькі міноносці. Незабаром після 19:15 британський дредноут «Воспайт» підійшов у зону дії; він став першим великим військовим кораблем, з яким «Ольденбург» зміг вступити в бій. У ході стрілянини німецькі артилеристи стверджували про влучання у ворожий лінкор, але це факт недоведений.
Близько 23:30 німецький флот перешикувався в нічний крейсерський стрій. «Ольденбург» тепер був п'ятим кораблем, який перебував у передній частині бойової лінії з 24 кораблів. Близько 01:10 німецька лінія зіткнулася з шістьма міноносцями британської 4-ї флотилії міноносців. «Ольденбург» з близької відстані обстріляв кілька есмінців, у тому числі «Форчун» і «Порпойз». «Форчун» завдав єдиного удару по «Ольденбургу» зі своїх 4-дюймових гармат. Снаряд влучив у передній прожектор над мостом і спричинив серйозні втрати. Ольденбург втратив контроль руху і ледве не протаранив сусідні «Позен» і «Гельголанд», доки капітану Гепфнеру не вдалося дістатися до штурвала і взяти під контроль корабель. «Ольденбург» і кілька інших лінійних кораблів бомбардували «Ардент»; британський есмінець перетворився на палаючі уламки. У темряві «Форчун» і «Ардент» були потоплені, а решта чотири кораблі були розсіяні.
Незважаючи на жорстокість нічних боїв, Флот відкритого моря прорвався крізь сили британських міноносців і досяг рифу Хорнс о 4:00 1 червня. Через кілька годин флот прибув у Ядебузен; «Тюрінген», «Гельголанд», «Нассау» та «Вестфален» зайняли оборонні позиції на зовнішньому рейді, а «Кайзер», «Кайзерін», «Принц Луїтпольд» і «Кронпрінц» стали на якір біля в'їзних шлюзів до Вільгельмсгафена. «Ольденбург» та інші сім дредноутів, що залишилися, увійшли в порт, де капітальні кораблі, що все ще перебували в бойовому стані, поповнили запаси боєприпасів і палива. У ході бою «Ольденбург» випустив 53 снаряди калібру 30,5 см, 88 снарядів калібру 15 см і 30 снарядів калібру 8,8 см. Влучення «Форчуна» було єдиним пошкодженням, яке корабель дістав унаслідок ворожих дій. Загалом «Ольденбург» зазнав вісім убитих членів екіпажу і чотирнадцять поранених.
«Ольденбург» також здійснив кілька бойових виходів у Балтійське море, діючи проти російського флоту. Вперше це відбулося під час битви в Ризькій затоці, де «Ольденбург» підтримував німецький штурм затоки.
Під час операції «Альбіон», при висадці десанту на острови в Ризькій затоці, «Ольденбург» і три однотипні лінкори були переміщені до Данських проток, щоб заблокувати будь-яку можливу спробу британського втручання в перебіг подій. 28 жовтня чотири кораблі прибули в Пуциг-Вік, а звідти попрямували до Аренсбурга. 2 листопада операція була завершена, і «Ольденбург» із «сістершипами» почав рух назад до Північного моря.